# Мешкожаберные сомы
Мешкожаберные сомы (лат. Heteropneustes) — род лучепёрых рыб, единственный в одноимённом семействе Heteropneustidae отряда сомообразных. Представители рода обитают в пресных водоёмах Индии, Шри-Ланки, Мьянмы, Лаоса, Таиланда, Вьетнама.

## Описание
Тело удлинённое, сжатое с боков, голова уплощена в дорсовентральном направлении. Спинной плавник короткий без колючих лучей. Длинный воздушный мешок тянется от жаберной полости до хвостовой части тела под спинной мускулатурой, функционирует как лёгкое. Колючие лучи в грудных плавниках связаны с ядовитыми железами.

## Классификация
В состав рода включают пять видов:
- Heteropneustes fossilis — Обыкновенный мешкожаберный сом
- Heteropneustes kemratensis
- Heteropneustes longipectoralis
- Heteropneustes microps
- Heteropneustes nani